# Râul Saharna
Râul Saharna este un afluent de dreapta la fluviului Nistru, din Republica Moldova. Râulețul izvorăște în apropierea satului Cinișeuți, raionul Rezina și traversează fâșia calcarelor recifale, formând un canion adânc cu câteva cascade. În pereții stâncoși ai canionului se întâlnesc mai multe grote și peșteri. În cursul superior valea Saharna este moderat sinuoasă, simetrică, pe alocuri cu asimetrie de dreapta. În cursul inferior valea este în formă de canion, cu versanți abrupți (60-800), fiind constituiți din calcare stratificate ale Sarmațianului Mediu. Lunca este în general dezvoltată bilateral, doar pe alocuri – unilateral. Lățimea văii este de 200-400 m în cursul inferior. Terasele de luncă nu sunt dezvoltate. Profilul longitudinal al râului Saharna este în trepte, înregistrându-se creșterea pantei spre gura de vărsare (ultimii 3,5 km înainte de vărsare).
În valea râului Saharna au fost descoperite urme ale așezărilor și fortificațiilor getodacice din sec. IV-III î.e.n.
Ecosistemele din microzonă sunt variate, reprezentate de păduri de foioase, formațiuni petrofite, cavernicole și de luncă. În zonele mai ridicate ale versanților, se cresc specii de stejar și carpen.